# Guianacara owroewefi
Guianacara owroewefi is een straalvinnige vissensoort uit de familie van de cichliden (Cichlidae). De wetenschappelijke naam van de soort is voor het eerst geldig gepubliceerd in 1989 door Kullander & Nijssen.
Het verspreidingdgebied omdat de rivieren van Suriname (Marowijne, Suriname, Saramacca en Coppename) en het aangrenzende Frans Guiana.
De vis wordt zo'n 11 cm lang en is talrijk aanwezig nabij stroomversnellingen. Hij komt ook in het Brokopondostuwmeer voor. Hij voedt zich met kleine schaaldieren en andere ongewervelden. De paai gebeurt gewoonlijk bij spleten in de rotsbodem, waar het kleinere wijfje haar eitjes in afzet. Het mannetje beschermt het broedsel en broedzorg kan van 1 tot 3 maanden duren.
Jonge exemplaren hebben een uitgesproken verticale donkere band midden over hun lichaam. Bij volwassen vissen krimpt die tot een enkele zwarte vlek midden op het lichaam.

## Beeldgalerij
- Natuuropnamen @22:54
- De ontwikkeling van de vis met leeftijd.